# Xist
Xist (pour X Inactive Specific Transcript en anglais) est le nom d'un gène situé sur le chromosome X des mammifères placentaires. Présent chez l'ancêtre en commun des mammifères et des reptiles, il codait à l'origine pour une protéine. Chez les mammifères il a évolué sous l'effet des mutations pour ne coder qu'un ARN long non codant non traduit ; celui-ci impliqué dans l'extinction aléatoire d'un des 2 chromosomes X. Le chromosome ainsi éteint est reconnaissable à l'observation au microscope car fixant mieux la coloration et apparaissant sous forme de corpuscule de Barr. Il y a un corpuscule de Barr par femelle (XX) et par cellule. Mais il y en a parfois deux chez des individus souffrant d'anomalie chromosomique (XXX).